# Холокост в Бешенковичском районе
Холокост в Бешенко́вичском районе — систематическое преследование и уничтожение евреев на территории Бешенковичского района Витебской области оккупационными властями нацистской Германии и коллаборационистами в 1941—1944 годах во время Второй мировой войны, в рамках политики «Окончательного решения еврейского вопроса» — составная часть Холокоста в Белоруссии и Катастрофы европейского еврейства.

## Геноцид евреев в районе

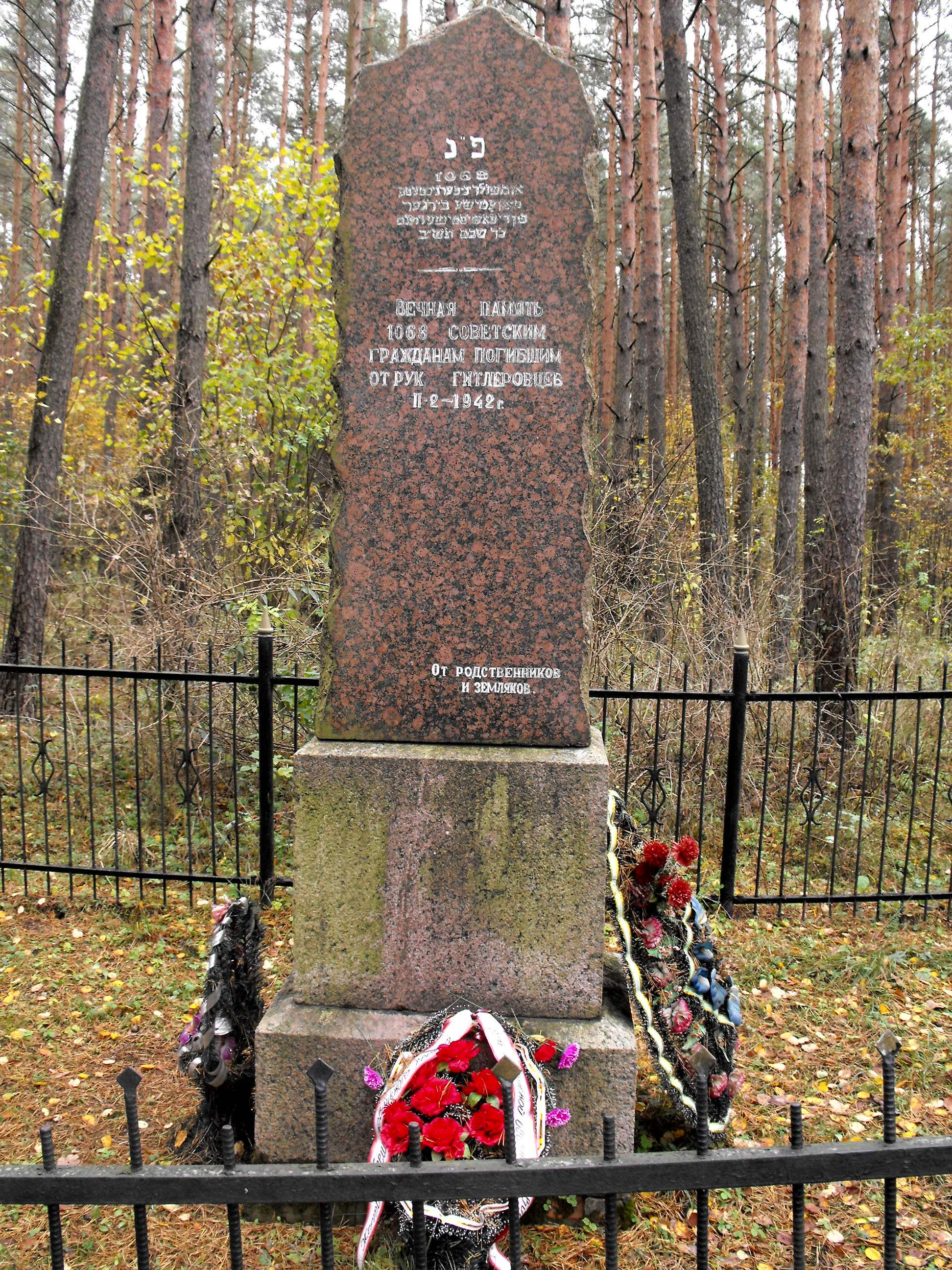
Памятник евреям Бешенковического гетто

В июле 1941 года Бешенковичский район был полностью захвачен немецкими войсками, и оккупация продолжалась до конца июня 1944 года.
После оккупации немецкими войсками Бешенковичский район административно стал относиться к области тыла группы армии «Центр». Вся полнота власти в районе принадлежала нацистской военной оккупационной администрации.
Для осуществления политики геноцида и проведения карательных операций сразу вслед за войсками в район прибыли карательные подразделения войск СС, айнзатцгруппы, зондеркоманды, тайная полевая полиция (ГФП), полиция безопасности и СД, жандармерия и гестапо. Уже с первых дней оккупации района немцы начали отделять евреев от остальных жителей и убивать их. Подобные «акции» (таким эвфемизмом гитлеровцы называли организованные ими массовые убийства) повторялись множество раз во многих местах. В тех населенных пунктах, где евреев убили не сразу, их содержали в условиях гетто вплоть до полного уничтожения.
Оккупационные власти под страхом смерти запретили евреям снимать желтые латы или шестиконечные звезды (опознавательные знаки на верхней одежде), выходить из гетто без специального разрешения, менять место проживания и квартиру внутри гетто, ходить по тротуарам, пользоваться общественным транспортом, находиться на территории парков и общественных мест, посещать школы.
Во всех крупных деревнях района были созданы районные управы и полицейские гарнизоны из коллаборационистов. Ещё до осени 1941 года во всех населенных пунктах района были назначены старосты.
За время оккупации практически все евреи Бешенковичского района были убиты, а немногие спасшиеся в большинстве воевали впоследствии в партизанских отрядах.

## Гетто
Реализуя нацистскую программу уничтожения евреев, немцы создавали гетто почти во всех городах и населённых пунктах Беларуси, где проживало еврейское население. Так и в Бешенковичском районе оккупанты организовали 4 гетто:
- В гетто в Бешенковичах (лето 1941 — февраль 1943) были убиты около 2900 евреев.
- В гетто в Слободе (начало августа 1941 — октябрь 1942) были замучены и убиты около 400 евреев.
- В гетто в Островно (19 июля 1941 — 30 сентября 1941) были убиты более 300 евреев.
- В гетто в Улле (декабрь 1941 — осень 1942) были убиты сотни евреев.

## Случаи спасения и Праведники мира
В Бешенковическом районе 2 человека — Перегуд Николай Илларионович и его жена Анна — были удостоены почетного звания «Праведник народов мира» от израильского Мемориального музея Катастрофы и героизма еврейского народа «Яд ва-Шем» «в знак глубочайшей признательности за помощь, оказанную еврейскому народу в годы Второй мировой войны» (решение № 751) — за спасение семьи Немцовых в Бешенковичах.

## Память
Памятники убитым евреям района установлены в Бешенковичах, Слободе, Островно и Улле.